# Pericotoxodon platignathus
Pericotoxodon platignathus és una espècie extinta de mamífer notoungulat de la família dels toxodòntids que visqué a Sud-amèrica durant el Miocè, fa entre 11 i 13,8 milions d'anys. Se n'han trobat restes fòssils a Colòmbia i el Perú. Es tracta de l'única espècie del gènere Pericotoxodon. Feia uns 340 cm de llargada i aproximadament 190 cm d'alçada a la creu i devia pesar uns 800 kg. Així doncs, era més o menys igual de gros que un rinoceront negre o un rinoceront de Sumatra d'avui en dia. Igual que la resta de toxodonts, sembla que es nodria d'herba. Hi ha científics que han interpretat el dimorfisme sexual dels ullals com un indici que era un animal poligin. El nom genèric Pericotoxodon és una combinació del nom de José Espíritu Pericó, el descobridor de l'holotip, i Toxodon, mentre que el nom específic platignathus significa ‘mandíbula plana’.